# Município de Pierpont (condado de Ashtabula, Ohio)
O município de Pierpont (em inglês: Pierpont Township) é um município localizado no condado de Ashtabula no estado estadounidense de Ohio. No ano de 2010 tinha uma população de 1.285 habitantes e uma densidade populacional de 17,68 pessoas por km².

## Geografia
O município de Pierpont encontra-se localizado nas coordenadas 41° 45′ 14″ N, 80° 34′ 16″ O. Segundo a Departamento do Censo dos Estados Unidos, o município tem uma superfície total de 72.7 km², da qual 72,68 km² correspondem a terra firme e (0,03 %) 0,02 km² é água.

## Demografia
Segundo o censo de 2010, tinha 1.285 habitantes residindo no município de Pierpont. A densidade populacional era de 17,68 hab./km². Dos 1.285 habitantes, o município de Pierpont estava composto pelo 97,04 % brancos, o 1,32 % eram afroamericanos, o 0,16 % eram amerindios, o 0,39 % eram asiáticos, o 0,08 % eram de outras raças e o 1,01 % eram de uma mistura de raças. Do total da população o 1,95 % eram hispanos ou latinos de qualquer raça.